# Akustisk stimulus
Akustisk stimuli är en retning eller stimuli som påverkar sinnesorgan av akustisk stimulus. Alltså en retning som uppstår av ljud.
Ett exempel på en sådana stimuli är inom etologin när fåglar kommer med föda till sin avkomma. Avkomman avger då ett intensivt pipande ljud i en kamp om att få höras mest och att göra föräldrarna uppmärksamma på att föda behövs. Detta akustiska beteende som avkomman avger påverkar föräldrarna som akustisk stimulus. Det är därför en retning som uppstått av avkommans pipande ljud.